# Луминесцентен анализ
луминисцентният анализ е метод за определяне съдържанието на някои вещества в дадени смеси.
Използва се ултравиолетовото лъчение. Сместа, която изследваме, се облъчва с ултравиолетова светлина, която предизвиква луминисцентно светене. Така по луминисцентния спектър може да се установи наличие на примеси, дори с нищожни концентрации (до 10-11 g/cm3).
Луминисцентният анализ се прилага в промишлеността, биологията и медицината.